# Haakon Nyhuus
Haakon Nyhuus, född den 28 november 1866 i Trysil, död den 25 december 1913 i Kristiania (nuvarande Oslo), var en norsk biblioteksman och lexikograf.
Nyhuus, som tillbragte sin barndom i Sverige, blev student 1885 i Kristiania, arbetade 1890–1897 vid åtskilliga amerikanska bibliotek, varefter han sedan 1898 var chef för det kommunala Deichmanska biblioteket i Kristiania. 
Genom sin genomgripande omorganisation av detta bibliotek och sin bibliotekstekniska reformverksamhet i övrigt hade han ett betydelsefullt inflytande på biblioteksväsendets utveckling i Norge samt blev internationellt namnkunnig som praktisk biblioteksman. 
Nyhuus medverkade vid organiserandet av Norges folkbibliotek och var 1903–1906 Kirkedepartementets konsulent i denna angelägenhet. Åren 1907–1913 var han redaktör för Illustreret norsk konversationsleksikon (6 band).